# H/LJQ-517型警戒雷达
H/LJQ-517型警戒雷达简称517雷达，是由中国船舶工业集团公司北京雷音电子技术开发有限公司设计制造的一型双坐标对空警戒雷达，由天馈、发射、频率综合、接收、信号处理、终端、监控处理、伺服等分系统组成，需操作手1名，可连续24小时开机。517雷达频率工作范围为VHF波段，主要承担母体舰或舰船编队的中高空远程警戒任务，可接入作战指挥系统，提供远程空中目标的预警信息，其最大发现目标距离逾300公里，覆盖360度方位范围，天线阵列扫描一周可同时处理大于500个目标点迹，并具有干扰分析自适应频率捷变能力。
H/LJQ-517型警戒雷达装备于051型导弹驱逐舰、051D型导弹驱逐舰、051Z型导弹驱逐舰、051G1型导弹驱逐舰、051G2型导弹驱逐舰、051B型导弹驱逐舰、053H1G型导弹护卫舰及053H2G型导弹护卫舰等中国人民解放军海军舰艇。517型雷达的出口型号为SUR-17型警戒雷达，装备于F-22P型导弹护卫舰等巴基斯坦海军舰艇。